# Аса (народ)
Аси (англ. Asa people, Assa) — африканський нілотський народ напівкочових мисливців-збирачів в Танзанії. Мешкали в регіоні Маньяра, в Масайському степу, поблизу масаїв і банту. Практично втратили власну асську мову, перейшовши на масайську і мову суахілі. Станом на 1999 рік залишилося близько 300 асів, носії асахської. Більшість асимільовані сусідами. Наприкінці ХХ століття аси називали себе масаями, соромлячись власного походження і мови.